# CD přehrávač

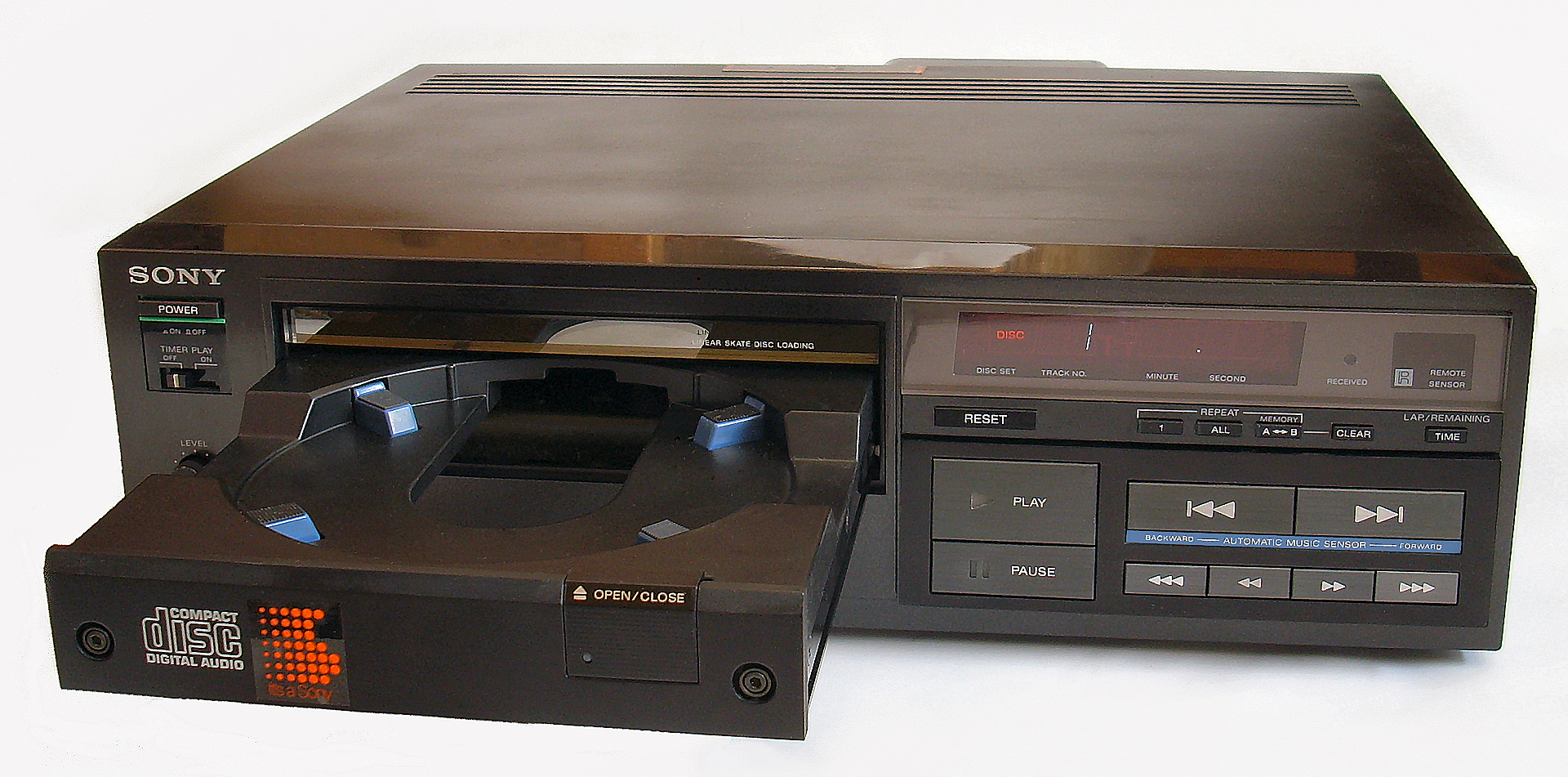
První CD přehrávač Sony CDP-101 z roku 1982

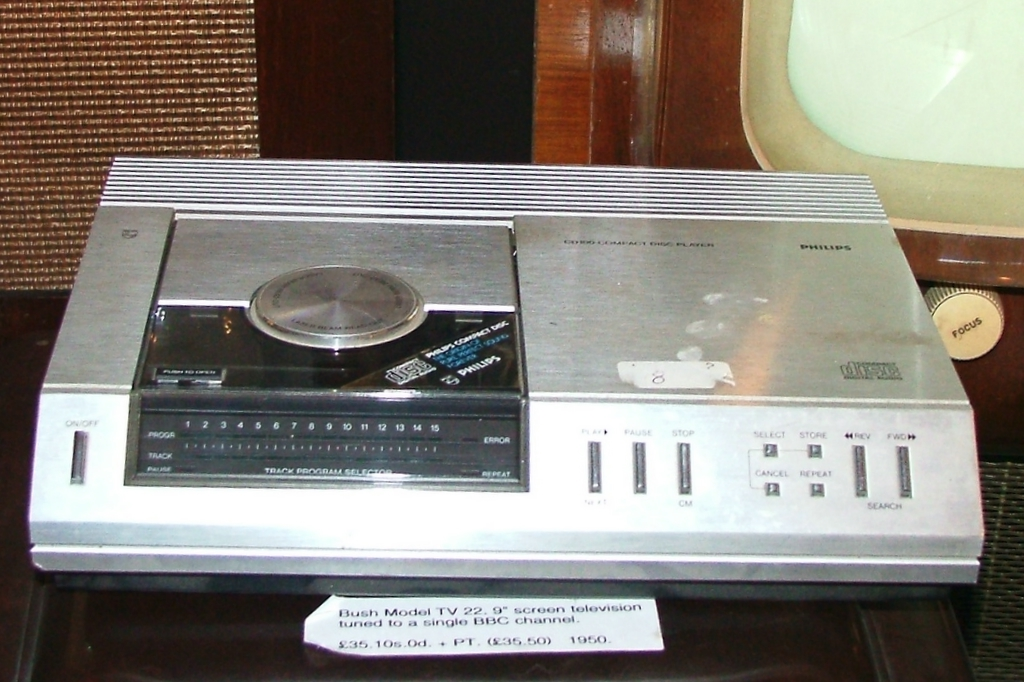
První CD přehrávač dostupný v USA a Evropě, Philips CD100 z roku 1983

CD přehrávač je elektromechanické zařízení pro přehrávání audio CD disků. Obvykle je součástí domácího stereo systému, autorádia nebo osobního počítače. Vyrábí se i jako přenosné zařízení. Moderní zařízení podporují i jiné formáty než Audio CD, například DVD, CD-ROM s audio soubory a Video CD. Diskžokej často používají přehrávače s nastavitelnou vzorkovací frekvencí na změnu rychlosti přehrávání. Mnoho moderních přehrávačů přehrává i MP3 CD disky. Funkce přehrávání CD je dostupná ve všech moderních CD-ROM/DVD-ROM mechanikách počítačů jakož i DVD přehrávačů a herních konzolích založených na CD-ROM / DVD-ROM.

## Historie
První komerční CD přehrávač Sony CDP-101 přišel roku 1982, dostupný byl původně jen v Japonsku. Philips CD100 byl v březnu 1983 jako první uveden v USA a Evropě. Prvním československým přehrávačem byl Tesla MC 900 z let 1985–1986, vyráběn byl v licenci podle modelu Philips CD204. Historicky první masově vyrobené album ve formě kompaktního disku bylo The Visitors od skupiny ABBA, a to 17. srpna 1982.

## Popis
Kompaktní disk je kruhová destička z plastické hmoty, 1,2 mm silná a o průměru obvykle 120 nebo 80 mm, uprostřed s otvorem o průměru 15 mm. Záznam je pouze po jedné straně (obvykle spodní) a tvoří jednu spirálovou drážku, podobně jako u gramofonové desky. Rozteč drážek je 1,6 μm, začátek záznamu je blíže ke středu a pokračuje směrem k okraji. Pro záznam se však využívají pouze poloměry od 23 do 58 mm. Celková délka záznamu na CD o průměru 120 mm je asi 6 km, na niž lze nahrát až 80 minut hudby nebo zvuku ve vynikající kvalitě, čtecí rychlost je 176 KB/s.
Přehrávač CD se skládá z elektromechanického pohonu CD (rychlost asi 500 až 250 ot/min, aby se lineární rychlost udržela stálá), z raménka se zdrojem laserového světla a čočkou, ze zařízení pro sledování drážky a pro elektronické zpracování zaznamenaného signálu.